# Был настоящим трубачом

Фотография Коти Мгеброва-Чекана (1913—1922)

«Был настоящим трубачом» — советский художественный телефильм, снятый режиссёрами Константином Бромбергом и Иосифом Гиндиным на ТО «Экран» в 1973 году.

## Сюжет
Фильм, основанный на реальных исторических биографических событиях рассказывает о маленьком коммунаре, питерском Гавроше, 9-летнем актёре-агитаторе Коте Мгеброве-Чекане (1913—1922), погибшем от руки контрреволюционера и торжественно похороненном в Петрограде на Марсовом поле рядом с героями революции.
Котя, сын актёра, участвовал в любительских спектаклях, читал революционные стихи перед пролетарской аудиторией в самой гуще событий: то у линии фронта при наступлении Юденича, то в Кронштадте при подавлении мятежа.
Когда он погиб, «Петроградская правда» писала: «Подробности смерти таковы: 22 апреля в 4 ч. он взял у матери хлеба отнести знакомому, более его  голодающему мальчику. На Моховой улице вскочил в трамвай. Стоявший на площадке неизвестный старик столкнул его и трамвай перерезал мальчику обе ноги…». От рваных ран мальчик умер.

## В ролях
- Эвальдас Микалюнас — Котя Мгебров-Чекан
- Валентин Никулин — отец Коти, артист
- Олег Корчиков — Яшечкин, революционный солдат
- Алексей Кривченя — Степан Пархоменко, артист
- Олег Чайка — Икар
- Андрей Вертоградов — Виктор, брат Икара
- Владимир Волчик — дирижёр
- Николай Лукьянов — Кощей, главарь беспризорников
- Сергей Карнович-Валуа — Николай Сергеевич
- Сергей Дворецкий — художник и др.

## Песня
- Песня "Баллада о трубачах" написана композитором Исааком Шварцем на стихи Инны Ивановны Веткиной (1927-1995), поэта и сценариста (но не этого фильма).